# 出田信記

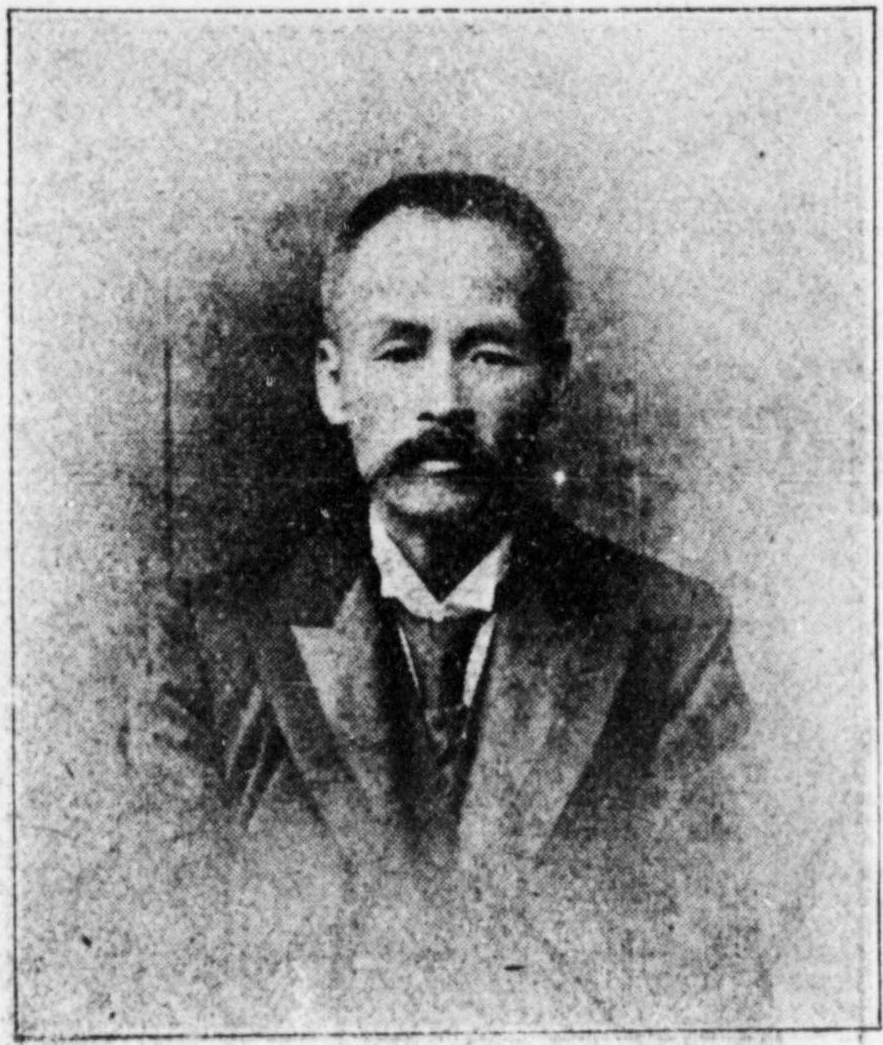
出田信記

出田 信記（いでた のぶき、1851年3月19日（嘉永4年2月17日） - 1929年（昭和4年）8月12日）は、日本の政治家、衆議院議員（1期）。

## 経歴
熊本県出身。漢学と武術を修める。酒造業を営み、徴兵参事員、玉名郡会議員、同参事会員、熊本県会議員となる。
1901年9月、熊本2区選出の松尾又雄の死去に伴う補欠選挙で当選。1902年の第7回衆議院議員総選挙において熊本県郡部から帝国党公認で立候補してトップで再選を果たした。1903年の第8回衆議院議員総選挙は不出馬。1929年に死去した。